# Liste der grönländischen Minister für Nordische Zusammenarbeit
Die Liste der grönländischen Minister für Nordische Zusammenarbeit listet alle grönländischen Minister für Nordische Zusammenarbeit.
2009 gab es erstmals explizit einen solchen Minister.
| Antritt            | Abgang             | Minister für Nordische Zusammenarbeit | Leben  | Partei            | Regierung                     | evtl. übergeordnetes Ministerium |
| ------------------ | ------------------ | ------------------------------------- | ------ | ----------------- | ----------------------------- | -------------------------------- |
| 12. Juni 2009      | 5. April 2013      | Palle Christiansen                    | * 1973 | Demokraatit       | Kleist                        |                                  |
| 5. April 2013      | 27. Januar 2014    | Aleqa Hammond                         | * 1965 | Siumut            | Hammond I, II                 | Regierungschef                   |
| 27. Januar 2014    | 12. Dezember 2014  | Kim Kielsen                           | * 1966 | Siumut            | Hammond II, Kielsen (interim) |                                  |
| 12. Dezember 2014  | 27. Oktober 2016   | Doris Jakobsen                        | * 1978 | Siumut            | Kielsen I                     |                                  |
| 27. Oktober 2016   | 15. Mai 2018       | Agathe Fontain                        | * 1951 | Inuit Ataqatigiit | Kielsen II                    |                                  |
| 15. Mai 2018       | 22. November 2019  | Vittus Qujaukitsoq                    | * 1971 | Nunatta Qitornai  | Kielsen III, IV, V            |                                  |
| 22. November 2019  | 29. Mai 2020       | Ane Lone Bagger                       | * 1966 | Siumut            | Kielsen V                     | Außenministerium                 |
| 29. Mai 2020       | 8. Februar 2021    | Steen Lynge                           | * 1963 | Demokraatit       | Kielsen VI                    | Außenministerium                 |
| 8. Februar 2021    | 23. April 2021     | Kim Kielsen (interim)                 | * 1966 | Siumut            | Kielsen VI                    | Außenministerium                 |
| 23. April 2021     | 27. September 2021 | Pele Broberg                          | * 1972 | Naleraq           | Egede I                       | Außenministerium                 |
| 27. September 2021 | 5. April 2022      | Múte B. Egede                         | * 1987 | Inuit Ataqatigiit | Egede I                       | Außenministerium                 |
| 5. April 2022      | amtierend          | Vivian Motzfeldt                      | * 1972 | Siumut            | Egede II                      | Außenministerium                 |